# Patinatge artístic als Jocs Olímpics d'Hivern de 1924 - Individual masculí
En els Jocs Olímpics d'Hivern de 1924 celebrats a Chamonix (França) es realitzà una competició de patinatge artístic sobre gel en categoria masculina, que unida a la competició femenina i per parelles conformà la totalitat del programa oficial del patinatge artístic als Jocs Olímpics d'hivern de 1924.

## Comitès participants
Hi participaren un total d'11 patinadors de 9 comitès nacionals diferents.
| - Àustria (1) - Bèlgica (1) - Canadà (1) - Estats Units (1) - França (2) |  | - Regne Unit (2) - Suècia (1) - Suïssa (1) - Txecoslovàquia (1) |

## Resum de medalles
| Or               | Argent      | Bronze           |
| Gillis Grafström | Willy Böckl | Georges Gautschi |

## Resultats
| Lloc | Patinador        | Punts | Resultat |
| ---- | ---------------- | ----- | -------- |
| 1    | Gillis Grafström | 10    | 367.89   |
| 2    | Willy Böckl      | 13    | 359.82   |
| 3    | Georges Gautschi | 23    | 319.07   |
| 4    | Josef Slíva      | 28    | 310.77   |
| 5    | Jack Page        | 36    | 295.36   |
| 6    | Nathaniel Niles  | 46    | 274.47   |
| 7    | Melville Rogers  | 51    | 269.82   |
| 8    | Pierre Brunet    | 54    | 268.61   |
| 9    | Freddy Mésot     | 54    | 266.18   |
| 10   | Herbert Clarke   | 70    | 219.75   |
| 11   | André Malinet    | 77    | 202.46   |